# Académie de Toulouse

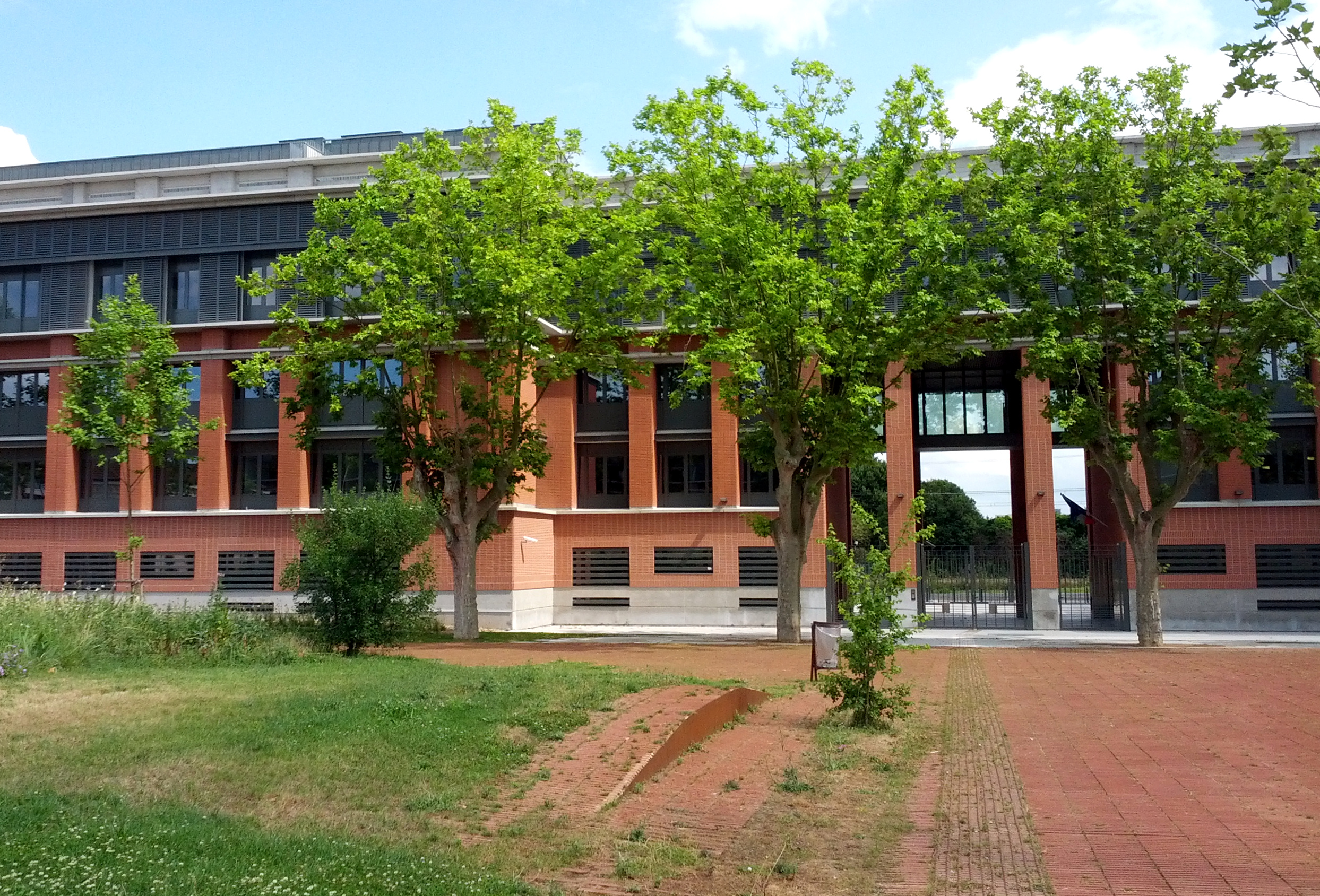
Bâtiment du rectorat de l’académie de Toulouse vu depuis le jardin Niel.

L’académie de Toulouse est une circonscription éducative, gérée par un recteur. Elle regroupe l'ensemble des établissements scolaires du secteur Ouest de la région Occitanie (anciennement Midi-Pyrénées), c'est-à-dire les départements de l'Ariège (09), de l'Aveyron (12), de la Haute-Garonne (31), du Gers (32), du Lot (46), des Hautes-Pyrénées (65), du Tarn (81) et de Tarn-et-Garonne (82).
Le rectorat est situé à Toulouse. Depuis février 2015, 8 des 10 différents bureaux répartis sur Toulouse ont été regroupés dans un nouveau bâtiment de 15 500 m2, au 75 rue Saint-Roch, qui accueille environ 800 personnes.
L’académie de Toulouse fait partie de la zone C depuis la rentrée scolaire 2015-2016.

## Numérique

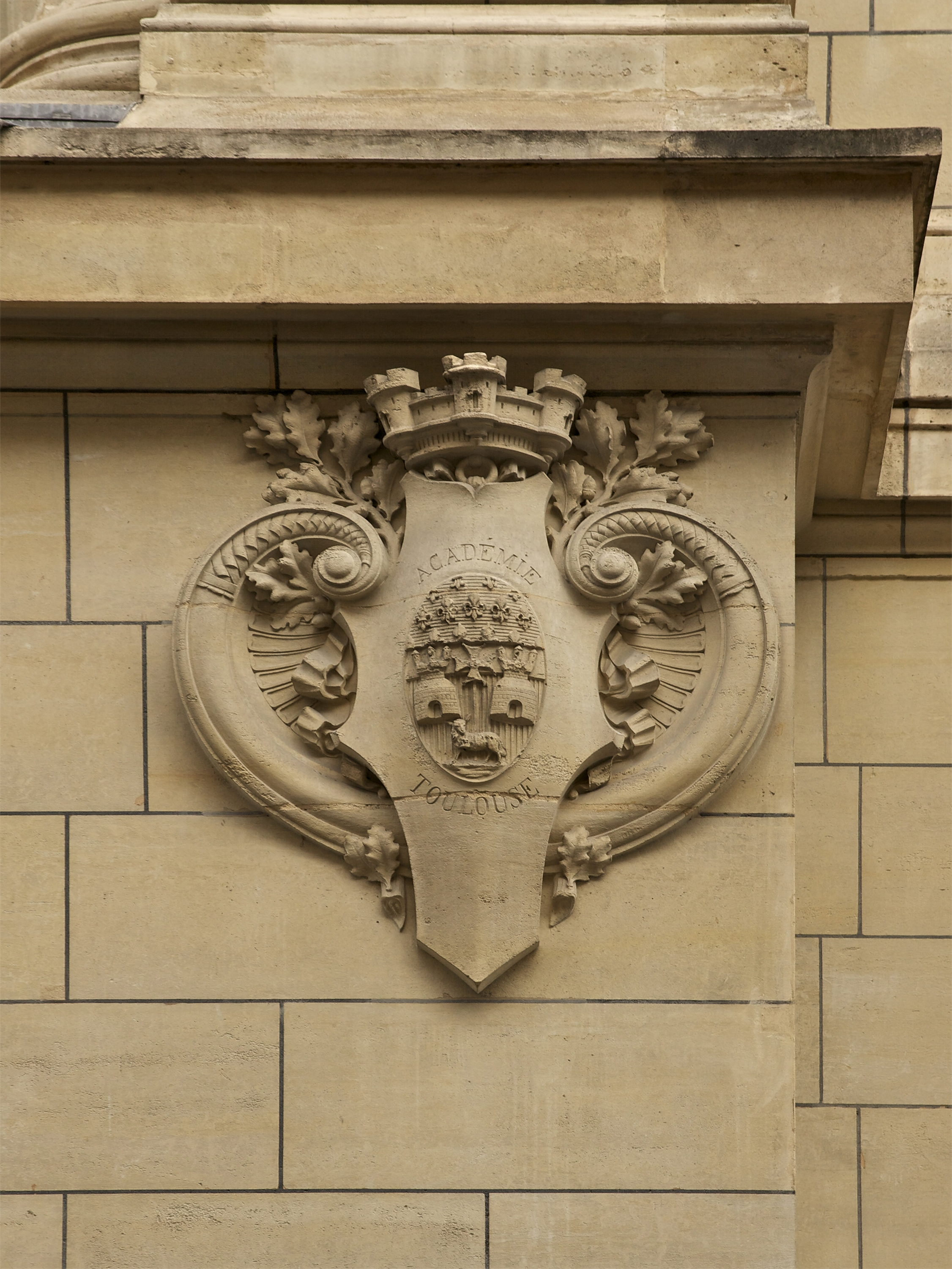
Les armoiries de l’académie de Toulouse, sculptées sur la façade de la Sorbonne, dans la rue du même nom à Paris.

l’académie de Toulouse propose aux établissements plusieurs services pour le numérique :
- L'ENTmip : un environnement numérique de travail dont tous les collèges (sauf Haute-Garonne) et lycées de l’académie de Toulouse disposent ;
- Magret : un serveur informatique qui offre un compte utilisateur par élève, professeur ou personnel d'administration. Selon l'utilisateur, les outils sont adaptés.

## Recteurs de l’académie de Toulouse
| Période         | Période         | Identité                | Fonction précédente                                                   | Observation |
| --------------- | --------------- | ----------------------- | --------------------------------------------------------------------- | ----------- |
| 1809            | 1815            | Alexandre-Auguste Jamme | avocat à la fin de l'Ancien-Régime                                    |             |
| 15 avril 1871   | septembre 1873  | Gatien-Arnoult          | professeur de philosophie à la faculté de Toulouse et homme politique |             |
| 1881            | 1908            | Claude Perroud          |                                                                       |             |
| 1986            | 1991            | Jean-Claude Maestre     |                                                                       |             |
| 1991            | 1992            | Bernard Toulemonde      | Recteur de l’académie de Montpellier                                  |             |
| 1992            | 1997            | Philippe Joutard        | Recteur de l’académie de Besançon                                     |             |
| 1997            | 2000            | Jean-Paul de Gaudemar   |                                                                       |             |
| 2000            | 2005            | Nicole Belloubet        |                                                                       |             |
| mars 2005       | février 2008    | Christian Merlin        |                                                                       |             |
| février 2008    | février 2013    | Olivier Dugrip          |                                                                       |             |
| février 2013    | 14 février 2018 | Hélène Bernard          |                                                                       |             |
| 14 février 2018 | 24 juillet 2019 | Anne Bisagni-Faure      | Rectrice de l’académie de Poitiers                                    |             |
| 24 juillet 2019 | 22 juillet 2020 | Benoît Delaunay         | Recteur de l’académie de Clermont-Ferrand                             |             |
| 22 juillet 2020 | 12 mars 2025    | Mostafa Fourar          | Recteur de l’académie de la Guadeloupe                                |             |
| 12 mars 2025    | En cours        | Karim Benmiloud         | Recteur de l’académie de Clermont-Ferrand                             |             |